# Liste der Kulturdenkmale in Seedorf (Lauenburg)
In der Liste der Kulturdenkmale in Seedorf sind alle Kulturdenkmale der schleswig-holsteinischen Gemeinde Seedorf (Kreis Herzogtum Lauenburg)  aufgelistet (Stand: 10. März 2025).

## Legende
In den Spalten befinden sich folgende Informationen:
- Objekt-ID: die Nummer des Kulturdenkmales
- Lage: die Adresse des Kulturdenkmales und die geographischen Koordinaten. Kartenansicht, um Koordinaten zu setzen. In der Kartenansicht sind Kulturdenkmale ohne Koordinaten mit einem roten Marker dargestellt und können in der Karte gesetzt werden. Kulturdenkmale ohne Bild sind mit einem blauen Marker gekennzeichnet, Kulturdenkmale mit Bild mit einem grünen Marker.
- Offizielle Bezeichnung: Bezeichnung des Kulturdenkmales
- Beschreibung: die Beschreibung des Kulturdenkmales
- Bild: ein Bild des Kulturdenkmales

## Sachgesamtheiten
| Objekt-ID      | Lage                                        | Offizielle Bezeichnung              | Beschreibung | Bild                             |
| -------------- | ------------------------------------------- | ----------------------------------- | --- | -------------------------------- |
| 40591 Wikidata | Schloßstraße (53° 37′ 15″ N, 10° 52′ 23″ O) | Kirche St. Clemens - St. Katharinen | Die evangelische Kirche St. Clemens St. Katharinen wurde in der Mitte des 13. Jahrhunderts erbaut. Aktualisierung vorgesehen - Begründung: geschichtlich, künstlerisch, städtebaulich, Kulturlandschaft prägend - Schutzumfang: Kirche St. Clemens - St. Katharinen mit Ausstattung, Kirchhof, Granitmauer | weitere Fotos \| Fotos hochladen |

## Bauliche Anlagen
| Objekt-ID      | Lage                                          | Offizielle Bezeichnung                              | Beschreibung | Bild                             |
| -------------- | --------------------------------------------- | --------------------------------------------------- | --- | -------------------------------- |
| 5247 Wikidata  | Dorfstraße (53° 37′ 9″ N, 10° 52′ 2″ O)       | Alte Schmiede                                       | Alteintragung (Aktualisierung vorgesehen) - Begründung: Alteintragung (Aktualisierung vorgesehen) - Schutzumfang: Alteintragung (Aktualisierung vorgesehen) - Denkmaltyp: Bauliche Anlage | BW                               |
| 23603 Wikidata | Lindenallee 13 (53° 36′ 21″ N, 10° 54′ 22″ O) | Fachwerkwohnhaus, sogenanntes Inspektorhaus         | ehem. Inspektorenhaus; um 1800; stattlicher eingeschossiger Fachwerkbau am Eingang zum Gut, Halbwalmdach mit Biberschwanz-Kronendeckung, im Innern Mittellängsflur, Teilunterkellerung und Raumfolgen erhalten - Begründung: geschichtlich, städtebaulich, Kulturlandschaft prägend - Schutzumfang: gesamtes Objekt - Denkmaltyp: Bauliche Anlage | BW                               |
| 3780 Wikidata  | Schloßstraße (53° 37′ 15″ N, 10° 52′ 23″ O)   | Kirche St. Clemens - St. Katharinen mit Ausstattung | Die evangelische Kirche St. Clemens St. Katharinen wurde in der Mitte des 13. Jahrhunderts erbaut. Alteintragung (Aktualisierung vorgesehen) - Begründung: Alteintragung (Aktualisierung vorgesehen) - Schutzumfang: Alteintragung (Aktualisierung vorgesehen) - Denkmaltyp: Bauliche Anlage                                                      | weitere Fotos \| Fotos hochladen |
| 7393 Wikidata  | Schloßstraße (53° 37′ 13″ N, 10° 52′ 13″ O)   | Herrenhaus                                          | Alteintragung (Aktualisierung vorgesehen) - Begründung: Alteintragung (Aktualisierung vorgesehen) - Schutzumfang: Alteintragung (Aktualisierung vorgesehen) - Denkmaltyp: Bauliche Anlage | weitere Fotos \| Fotos hochladen |

## Gründenkmale
| Objekt-ID      | Lage                                        | Offizielle Bezeichnung | Beschreibung | Bild            |
| -------------- | ------------------------------------------- | ---------------------- | --- | --------------- |
| 767 Wikidata   | Schloßstraße (53° 37′ 27″ N, 10° 52′ 19″ O) | Park                   | Alteintragung (Aktualisierung vorgesehen) - Begründung: geschichtlich, Kulturlandschaft prägend - Schutzumfang: gesamtes Objekt - Denkmaltyp: Gründenkmal                                                            | BW              |
| 20778 Wikidata | Schloßstraße (53° 37′ 15″ N, 10° 52′ 24″ O) | Kirchhof               | Alteintragung (Aktualisierung vorgesehen) - Begründung: geschichtlich, Kulturlandschaft prägend - Schutzumfang: Kirchhof, Granitmauer - Denkmaltyp: Gründenkmal, Sachgesamtheit: Kirche St. Clemens - St. Katharinen | Fotos hochladen |

## Quelle
- Liste der Kulturdenkmale in Schleswig-Holstein – Herzogtum Lauenburg (PDF)

- Karte mit allen Koordinaten:
- OSM |
- WikiMap